# Chartreuse d'Ahrensbök
 (mars 2025).
La chartreuse d'Ahrensbök ( allemand : Kartause Ahrensbök ) ou chartreuse du Temple-Notre-Dame était un monastère chartreux, à Ahrensbök près de Lübeck, dans le Holstein, en Allemagne.

## Histoire

### Monastère
La chartreuse du Temple-Notre-Dame est fondée en 1398 par le duc Gérard de Schleswig, qui lui attribue les legs faits pour
un couvent de chanoinesses prémontrées par le chanoine Jacques Crumbeke. La paroisse lui est immédiatement unie. Elle est dotée de domaine et de terres à Scharbeutz sur la baie de Lübeck . 
En 1564, le roi de Danemark, Frédéric II, expulse les chartreux, qui ne peuvent faire aboutir leurs démarches pour rentrer en possession.
Pendant la Réforme, le monastère est sécularisé et ses propriétés tombent entre les mains de Jean II, duc de Schleswig-Holstein-Sonderburg, en 1584, qui fait démolir les bâtiments. Seule l'église est restée comme église paroissiale à Ahrensbök.

### Château
Les pierres de la chartreuse démolie sont utilisées entre 1593 et 1601 pour la construction du château de Hoppenbrook à Ahrensbök, qui est la résidence principale entre 1623 et 1636 du souverain du duché, nouvellement formé, de Schleswig-Holstein-Sonderburg-Plön (de). Pendant que le château du duc Joachim Ernst I à Plön est en construction. Une fois le château de Plön terminé, la résidence ducale est déplacée, laissant Ahrensbök comme résidence secondaire. 
Après la mort en 1740 de la duchesse Juliane Luise von Ostfriesland, veuve de Joachim Frederick, duc de Schleswig-Holstein-Sonderburg-Plön, le chateau d'Ahrensbök  est démoli.  Aujourd'hui, la mairie de la commune d'Ahrensbök se dresse dans un parc qui montre encore les tranchées de l'ancien château.

## Église du monastère
Le seul édifice subsistant de l'époque des chartreux est l'église gothique en brique, Sainte-Marie, Marienkirche, qui a été commencée dans le premier quart du XIVe siècle et qui est donc antérieure au monastère lui-même. Lorsque la chartreuse a été fondée, elle l'a utilisée comme église du monastère. Elle fut agrandie plusieurs fois et reçut le chœur polygonal en 1400. La tour n'a été ajoutée qu'en 1761 et est ornée au-dessus du portail d'une plaque de grès avec une inscription rococo.